# Internationale Gartenbauausstellung 1983
De Internationale Gartenbauausstellung 1983 (IGA83) in München was de tiende internationale tuinbouwtentoonstelling die door het Bureau International des Expositions werd erkend. De tentoonstelling liep van eind april tot begin oktober in het huidige Westpark. Veel bouwwerken en tuinen bestaan nog steeds, maar een groot deel werd na de tentoonstelling afgebroken.

## Voorbereidingen
Drie keer eerder, namelijk in 1953, 1963 en 1973 was de Internationale Gartenschau gehouden in Hamburg, waarvan de laatste twee met een BIE erkenning. De Olympische Zomerspelen 1972 en het Wereldkampioenschap voetbal 1974 hadden de betekenis van grote evenementen voor de stad München duidelijk gemaakt. De opkomende milieubeweging gaf het laatste zetje om zich kandidaat te stellen voor de Internationale tuinbouwtentoonstelling. Op 25 mei 1977 stelde München zich kandidaat met een ontwerp van architect Kluska. Twee maanden later werd de tentoonstelling aan München toegewezen en in januari 1978 werd begonnen met de aanleg van het Westpark ten behoeve van de Internationale Gartenschau 83.

## Westpark
In totaal werd 2 miljoen m³ grond verzet om de Rosenhügel, 23 meter hoger dan het oorspronkelijke terrein, te creëren en het meertje bij het huidige Seecafe uit te graven. Het oorspronkelijke niveau van 529 meter boven zee is nog te zien bij de "Alten Eiche". Houtwallen met kruiden, dicht struikgewas en voornamelijk inheemse bomen zoals linden, olmen en esdoorns en aan de randen van het terrein eiken en beuken wekken de indruk van een natuurlijk landschap. Voor de beplanting werden bij voorkeur 20 tot 40-jarige bomen gebruikt. De Biergarten en speeltuin werden van kastanjes voorzien.

## IGA 83
Ongeveer 170 inzendingen kregen een plaats in het Westpark. Daarnaast werden wedstrijden en voorstellingen in hallen op het terrein gehouden. Na de opening op 28 april 1983 bezochten tot 250.000 bezoekers per dag het park. Uiteindelijk bezochten bijna 12 miljoen mensen de IGA 83. Het hele project kostte 76 miljoen DM waarvan 15 miljoen door de Freistaat Bayern werden betaald. Na afloop werd het park ontmanteld en kreeg het de huidige inrichting. In september 1984 werd het park door burgemeester Georg Kronawitter weer opengesteld voor het publiek.